# Apterygota
Ce taxon est aujourd'hui obsolète.
Sous-classe
Classification phylogénétique
- Protostomiens
  - Ecdysozoaires
    - Panarthropodes
      - Arthropodes
        - Pancrustacés, dont :
          - Diploures
          - Protoures
          - Collemboles
          - Insectes
            - Archéognathes
            - Dicondylia
              - Zygentomes
              - Ptérygotes

Les Aptérygotes, ou Apterygota, sont une ancienne sous-classe d'insectes aptères.
Les Apterygota sont considérés comme un grade par certains entomologistes.

## Ancienne classification
Elle était divisée en 4 ordres selon Roth (1974) :
- ordre des Protoures : Protura ;
- ordre des Collemboles : Collembola ;
- ordre des Diploures : Diplura ;
- ordre des Thysanoures : Thysanura.

Actuellement, on considère que les diploures, protoures et collemboles ne font plus partie des insectes ; ils étaient autrefois classés dans les Entognathes mais sont désormais considérés comme faisant partie de quatre classes différentes et les thysanoures ont été divisés en deux ordres les archaeognathes et les zygentomes ; cependant le terme « thysanoures » est parfois utilisé pour les seuls zygentomes.

## Description
Les aptérygotes étaient caractérisés par :
- leur petite taille ;
- l'absence d'ailes ; ce sont des insectes primitifs, qui n'ont jamais possédé d'ailes au cours de leur développement ;
- leur développement avec des mues successives, mais sans modification morphologique importante (malgré le fait que certains puissent avoir des changements radicaux, les transformant ainsi en « variété » différente de leur espèce) .

## Classification phylogénétique
Phylogénétiquement, les aptérygotes ne constituent pas un groupe naturel (monophylétique), mais para- ou polyphylétique, au sein des hexapodes, voire des pancrustacés.
Les liens entre entognathes : diploures, protoures et collemboles, ne sont pas élucidés (classiquement, les ellipoures réunissaient les deux derniers). La monophylie des hexapodes, groupe réunissant ces trois taxons aux insectes proprement dits, ou ectognathes, est elle-même débattue.
En revanche, il y a consensus sur la phylogénie des thysanoures : les machiloïdes ou archéognathes sont le groupe-frère de tous les autres insectes, dénommés dicondylia, et au sein de ceux-ci les zygentomes ou lépismatoïdes sont le groupe frère des ptérygotes.